# Schichtenverbund
Der Begriff Schichtenverbund bezeichnet die Verbindung zwischen zwei einzelnen Asphaltschichten. Er verhindert die Verschiebung der Asphaltschichten, hervorgerufen beispielsweise durch Verkehrsbeanspruchungen. Auf diese Weise wird die Lebensdauer und Widerstandsfähigkeit von Asphaltbefestigungen deutlich erhöht.
Schichtenverbund setzt sich aus Verzahnung und Verklebung zusammen. Eine wirksame Verzahnung wird beispielsweise erzielt, wenn die untere Schicht (so genannte Unterlage) ausreichend rau ist. Die Verklebung der Schichten wird mit Hilfe eines Bindemittels (Bitumenemulsion oder Haftkleber) hergestellt. Voraussetzung für eine ausreichende Verzahnung und Verklebung ist eine saubere und tragfähige Unterlage.